# Sugizo

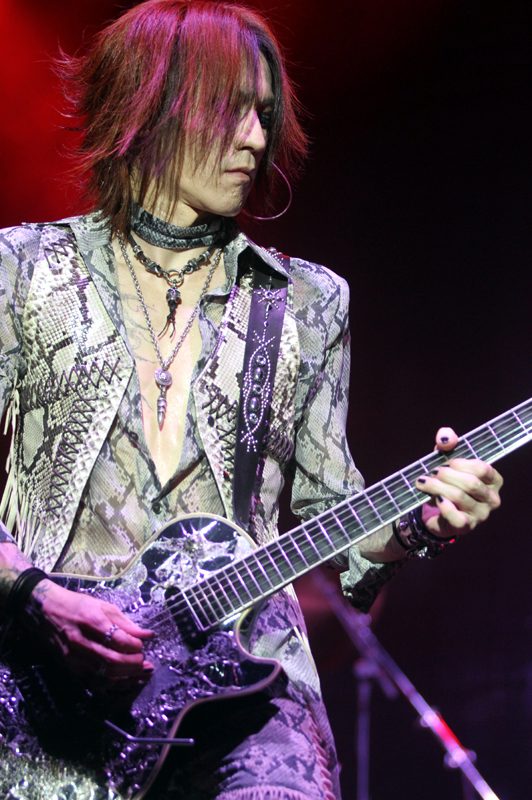
Sugizo (2011)

Sugizo (* 8. Juli 1969 als Yuune Sugihara, jap. 杉原 有音) ist ein japanischer Rockgitarrist und Violinist und wurde mit der Band Luna Sea bekannt. Er ist aber auch als selbstständiger Künstler tätig und seit 2009 Mitglied der Band X Japan.

## Leben
Sugizo wurde schon im Alter von drei Jahren von seinen Eltern, die Konzertmusiker sind, dazu angehalten Violine zu spielen. Aus Interviews geht hervor, dass er dies nicht sehr schätzte und eine eher rebellische Kindheit und Jugend verbrachte. So soll er bereits in der Schulzeit eher ein Außenseiter gewesen sein, da er sich nicht anpassen wollte. Auch seine Faszination für Science-Fiction sowie seine Liebe zur Rockmusik begannen in seiner Jugend.
Erst 1989 trat er der Band Lunacy bei, die frühzeitig Unterstützung durch hide von der damals bereits bekannteren Band X Japan erhielt. So wurde X Japans Bandleader Yoshiki auf sie aufmerksam und brachte sie in seinem selbstgegründeten Label unter. Zu dieser Zeit nannte sich die Band in Luna Sea um und spielte auf den beiden Extasy Summits, großen Konzertveranstaltungen, die Yoshiki ausrichtete, damit unbekanntere Bands sich vorstellen konnten. Somit war der Erfolg der Band nicht mehr aufzuhalten.
Im Jahr 1996 wurde Sugizos Tochter Luna Artemis geboren und sein erstes Soloalbum „Truth“ erschien 1997 auf dem Markt. Doch hatte das wenig mit Luna Sea gemein. Wie in auch allen späteren Alben experimentiert Sugizo sehr viel mit der Musik. Er verknüpft die verschiedensten Genres, nutzt unterschiedliche Sprachen und Instrumente, um sich auszudrücken. Man findet bei ihm Stücke, die mehr Trance sind, Psychedelic Rock, Goa, Punkrock, Funk, Alternative Rock, Metal, Power Metal, Progressive Rock, Jazz Elemente und sogar Avantgarde.
Auch beherrscht er nicht nur die Gitarre und Violine, sondern auch Bass und Trompete und singt selbst.
Ab 1997 begann er sich, vermehrt für den Umweltschutz einzusetzen und an Initiativen wie dem Earth Day in Tokio teilzunehmen. Sogar Greenpeace hat schon über ihn berichtet.
Nach dem Beginn der Bandpause von Luna Sea Ende des Jahres 2000 arbeitete er vermehrt an seinen Soloprojekten sowie mit diversen anderen Musikern zusammen, darunter Ryūichi Sakamoto, dessen Tochter Miu, Vivian Hsu, Coldfeet und später (ab 2007) mit Juno Reactor, die am Soundtrack zu den bekannten Matrix Filmen mitwirkten.
2002 spielte er in der japanischen Filmproduktion Soundtrack die Hauptrolle, für die er auch den Soundtrack komponierte.
2003 erschien sein zweites Soloalbum „C:LEAR“, das wie sein erstes ein Stilmix ist. Auch erschienen einige Remixalben und weitere Singles.
Ab 2004 arbeitete er mit dem Sänger Yuna in der Band The FLARE, die versuchte mit ihrer Musik sehr viel Positives auszudrücken. Das Projekt war zeitlich begrenzt und 2006 somit ausgelaufen. Sie brachten ein Album und 4 Singles heraus. Auffallend war, dass in der Zeit Sugizos Outfit wesentlich farbenfroher war als bei allen Auftritten mit Luna Sea oder als Solist, wobei das zu der Aussage von The FLARE passte.
Einen weiteren Meilenstein in seiner Karriere erreichte er 2007 mit seinem Beitritt der Superband S.K.I.N. Dort spielt er als Gitarrist zusammen mit Yoshiki, Gackt und Miyavi. Bislang hatten sie jedoch erst einen Auftritt in den USA. Zusätzlich erschien noch ein Remixalbum einiger seiner Songs und er stand mit Miyavi bei der J Rock Revolution in Los Angeles auf der Bühne. Allerdings war er in seiner Freizeit an diesem Wochenende mehr auf der Star Wars Convention als auf der Musikveranstaltung, die Yoshiki geplant hatte.
2008 spielte er bei X Japans Wiedervereinigung mit ihnen als Supportgitarrist und auch wenn sich sein Stil sehr von dem des 1998 verstorbenen X Japan Gitarristen hide unterscheidet, war die Band mit seiner Bühnenpräsenz zufrieden. Nach eigenen Angaben war bei der Wiedervereinigung von X JAPAN geplant gewesen, diverse Gitarristen mit großem Respekt für hide verschiedene Parts spielen zu lassen. Unter den ausgesuchten Musikern waren u. a. auch Richard Fortus von Guns N’ Roses sowie Wes Borland von LIMP BIZKIT, aber auch die Gitarristen von Dir en grey und Miyavi. Bei den Reunion Lives 2008 stand jedoch nur noch SUGIZO als japanischer Gitarrist zur Verfügung.
Zusätzlich erschien in dem Jahr sein erstes Best-of-Album „Cosmoscape“. Er wählte hierfür die Lieder aus, die ihn – seiner Meinung nach – am besten repräsentierten. Außerdem ging er mit Juno Reactor auf Tour, spielte weitere Auftritte mit X Japan und veranstaltete am Ende des Jahres ein Solokonzert unter dem Titel „RISE TO COSMIC DANCE“.

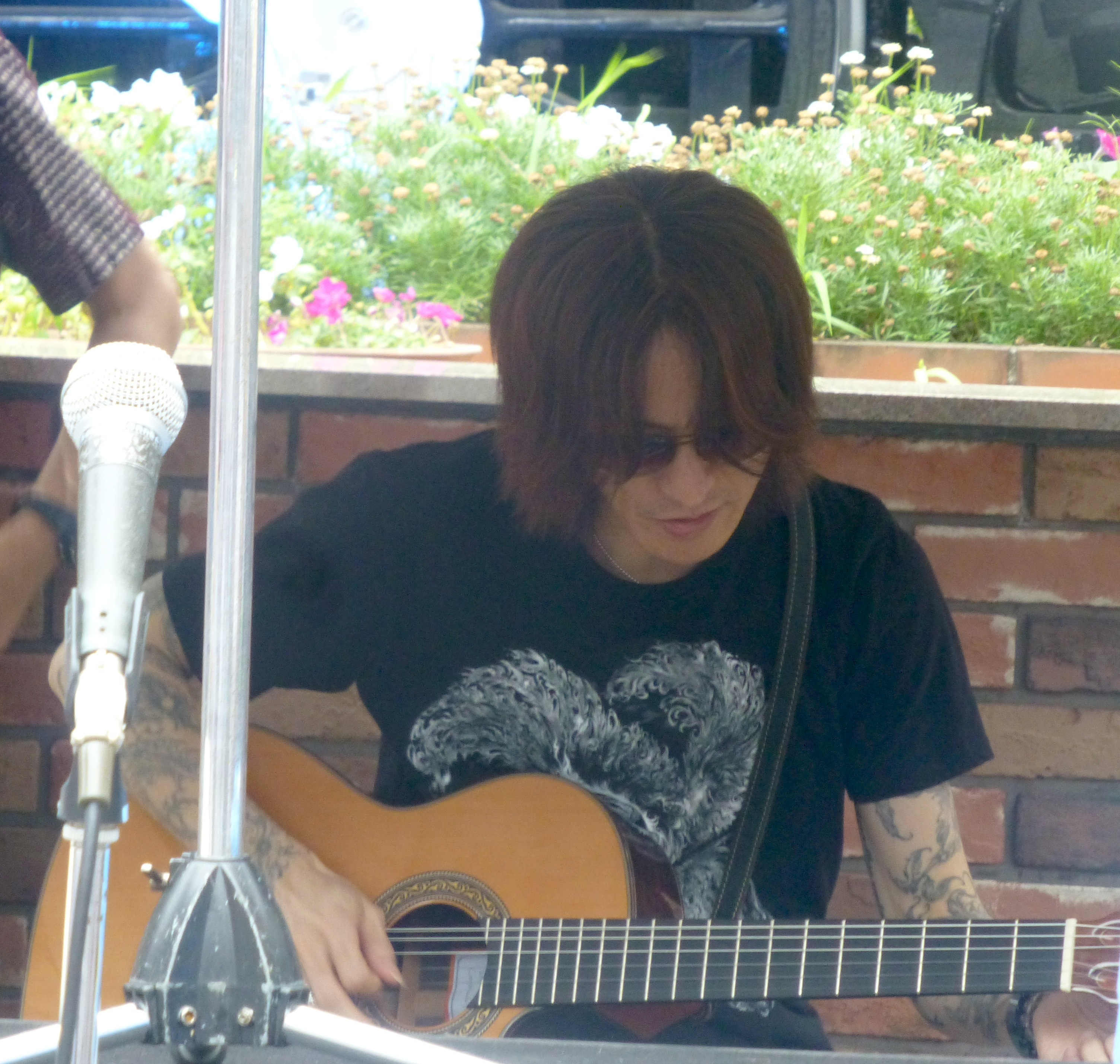
Sugizo (2016)

2009 wurde er dann am ersten Mai endgültig offizielles sechstes Mitglied bei X Japan, solange sie ihn brauchen würden. Viele Fans sehen dies kritisch, aber Sugizo betont immer wieder, dass er hide nicht ersetzt, sondern nur für ihn spielt. Wenige Tage nach der Ankündigung spielte er mit X JAPAN zwei Lives im Tokyo Dome, bei denen er zum ersten Mal ein klassisches Duett mit Yoshiki spielte. Yoshiki am Piano und Sugizo an der Violine.
Zudem war er gegen Ende des Jahres für sechs Konzerte mit Juno Reactor in Europa auf Tour und hat zwei Singles veröffentlicht, zusätzlich zu einem Live am 23. Dezember in Tokyo und zwei Lives am 25. und 26. Dezember in Taipei.
Am 24. Februar 2010 nimmt SUGIZO mit den anderen Mitgliedern von X JAPAN gemeinsam als Special Guest am letzten Solo-Konzert von Toshi teil.
Außerdem was er Mitte des Jahres mit X JAPAN auf Tour in den Staaten und Ende des Jahres auf einer Welttournee mit LUNA SEA. Ihr erstes Konzert haben sie in Bochum gegeben.
2011 wurden einige Singles und zwei neue Alben veröffentlicht, da er nach eigener Aussage zu viele Songs für nur eines hatte. Außerdem war er mit X JAPAN in Europa und Südamerika auf Tournee und hat als freiwilliger Helfer in seiner Freizeit im Norden Japans, das durch den Tsunami erschüttert war, geholfen. Zusätzlich gab es eine Tournee Ende des Jahres, bei der er in einigen anderen asiatischen Ländern spielte.
2012 spielt er König Blaubart in einer Theateraufführung "7DOORS 青ひげ公の城" (Blaubarts' Schloss der 7 Türen), für die er auch als Musikproduzent mitwirkt.

## Trivia
Er hat schlechte Augen und braucht daher Kontaktlinsen oder eine Brille.
Entgegen einigen Gerüchten im Netz ist er wirklich nur japanischer Abstammung, wobei seine Tante einen Deutschen geheiratet hat.
Er kann nicht kochen, ist meist bis um 5 oder 6 Uhr morgens wach und hat daher kein Frühstück, da er nicht aus dem Bett kommt.
Er besitzt einen Wohnsitz in Hollywood.

## Diskografie (Auswahl)

### Solo

#### Alben
- 1997: Truth?
- 2001: Parallel Side of Soundtrack
- 2002: Soundtrack of Soundtrack
- 2002: Silent Voice “Acoustic songs of Soundtrack”
- 2003: C:lear
- 2007: Spirituaraise
- 2008: Cosmoscape
- 2011: Flower Of Life
- 2011: Tree Of Life
- 2016: Oto (音)
- 2017: Oneness M
- 2020: Love & Tranquility (愛と調和, Ai to Chōwa)
- 2022: The Voyage to The Higher Self

#### Singles
- 1997: Lucifer (CD & LP)
- 1997: Repilcant Lucifer (CD & LP)
- 1997: A Prayer (CD & LP)
- 1997: Repilcant Prayer
- 1997: Repilcant Truth?
- 2002: Super Love
- 2002: Dear Life
- 2003: No More Machineguns Play the Guitar
- 2009: Messiah
- 2009: Tell Me Why You Hide the Truth?
- 2010: Fatima
- 2010: Do-Funk Dance
- 2010: Prana
- 2010: Dear Spiritual Life
- 2011: No More Nukes Play the Guitar
- 2011: The Edge
- 2011: Mikana (feat. MaZDA)
- 2011: Neo Cosmoscape (Remix by System 7)
- 2011: Enola Gay
- 2011: Pray For Mother Earth (feat. Toshinori Kondo)

#### Videoalben
- 2002: Soundtrack der Film
- 2002: A.D.2001 Final (abstract day)
- 2009: Rise to Cosmic Dance

#### Anderes
- 1997: A Prayer I (Buch)
- 1997: A Prayer II (Buch)
- 1998: Can I Fly?
- 2002: Soundtrack der Film (Kino Release)
- 2009: Ecton x Sugizo Rise to Heaven on Earth

### The Flare
- 2004: Inner Child (Single)
- 2004: ウエティコ ~uetico~ (Single)
- 2005: Positivity (Single)
- 2005: 真夏ノ恋人 ~manatsu no koibito~ (Single)
- 2006: the Flare (Album)

### Juno Reactor
- 2008: Gods & Monsters (Album)

### Anderes
- 2000: 假扮天使 “pretend angel” von Vivian Hsu (Album; drei Lieder von und mit Sugizo)
- 2001: Zero Landmines (Single von Ryūichi Sakamoto)
- 2002: Sleep away (Single mit 坂本美雨 ~Miu Sakamoto~)